# Jogos Olímpicos de Verão de 2024
Jogos Olímpicos de Verão de 2024 (em francês: Les Jeux olympiques d'été de 2024), oficialmente denominados Jogos da XXXIII Olimpíada (em francês: Jeux de la XXXIIIe Olympiade) e comumente conhecidos como Paris 2024, foi um evento multiesportivo internacional realizado de 26 de julho (data da cerimônia de abertura) a 11 de agosto de 2024 na França, com Paris como principal cidade anfitriã e 16 outras cidades espalhadas pela França Metropolitana, além de uma subsede no Taiti — uma ilha dentro do país ultramarino francês e da coletividade ultramarina da Polinésia Francesa.
A cidade de Paris foi escolhida como sede na 131.ª Sessão do Comitê Olímpico Internacional (COI) em Lima, Peru, em 13 de setembro de 2017. Após múltiplas desistências que deixaram apenas Paris e Los Angeles na disputa, o COI aprovou um processo para defini-las como locais de realização dos Jogos de 2024 e 2028 respectivamente. Tendo anteriormente sediado os Jogos de 1900 e de 1924, Paris se tornará a segunda cidade, depois de Londres (que foi a anfitriã em 1908, 1948 e 2012), a sediar três vezes os Jogos Olímpicos de Verão. Paris 2024 também marca o centenário de Paris 1924, e estes Jogos Olímpicos são os sextos organizados pela França (três de verão e três de inverno), e os primeiros Jogos Olímpicos franceses desde os Jogos Olímpicos de Inverno de 1992 em Albertville. Em 2024 os Jogos Olímpicos de Verão retornam ao tradicional ciclo olímpico de quatro anos, já que os Jogos de 2020, em Tóquio, foram adiados em um ano devido à pandemia de COVID-19.
Os Jogos de 2024 contam com a estreia do breakdance como evento olímpico, e serão os últimos Jogos Olímpicos realizados durante a gestão do COI pelo presidente Thomas Bach. Os Jogos tinham a expectativa de serem os primeiros a contar com número idêntico de atletas entre homens e mulheres, mas após a lista final de inscritos os homens devem contar com uma quantidade superior de competidores. As Olimpíadas de Paris custaram cerca de 9 bilhões de euros.

## Processo de candidatura
Com a rejeição de Hamburgo, na Alemanha, e Budapeste, na Hungria, para se candidatarem às Olimpíadas de 2024 por parte da população e com as desistências posteriores de Roma, Toronto e Bacu, Paris e Los Angeles se tornaram as únicas candidatas para os Jogos de 2024. O processo de eleição acabou sendo o mais complexo da história das Olimpíadas.
Em 3 de abril de 2017, o COI decidiu que Paris e Los Angeles seriam as únicas candidatas e que seriam contempladas com os Jogos Olímpicos de 2024 e 2028. O Conselho Executivo do COI reuniu-se em Lausanne, Suíça, para discutir os processos de escolha das edições de 2024 e 2028 em 9 de junho de 2017. O Comitê ainda estabeleceu uma data para que as delegações de Paris e Los Angeles se reunissem para definir a ordem dos jogos. Em 31 de julho de 2017, Los Angeles anunciou que iria sediar a edição de 2028 e, consequentemente, Paris a edição de 2024. As duas cidades aprovaram a maneira como foi tratado o processo. Em 13 de setembro de 2017, durante a 131ª Sessão em Lima, no Peru, o Comitê Olímpico Internacional ratificou e oficializou a decisão.

## Preparação

### Segurança pública
Uma das maiores preocupações do comitê organizador e dos governos de Paris e da França seriam os ataques extremistas durante os Jogos Olímpicos, principalmente na cerimônia de abertura, que vai ocorrer no Rio Sena e nos Jardins du Trocadéro. Por precaução, o país entrou no alerta máximo de segurança pública, o que levou a criação de quatro licitações para a contratação entre 17 e 22 mil agentes, com dois mil atuando na cerimônia inaugural, além de 30 mil policiais para fazer a segurança em torno ás Praças Olímpicas e aos arredores, que ficarão isolados. O acesso só será permitido através de um código QR. Além disso, moradores que pretenderem assistir aos Jogos de suas varandas, telhados, janelas e até em casa-barcos flutuantes terão que fazer o registro. Em janeiro de 2024, o chefe do Estado-Maior do Exército da França, Pierre Schill, informou que cerca de 20 mil soldados foram mobilizados para os jogos, cinco mil a mais que o previsto.
Em 31 de janeiro de 2024, o ministro do Interior da França, Gérald Darmanin, reduziu a quantidade de espectadores, até então prevista para 600 mil em 300 mil por questões de segurança, já que estavam previstas 100 mil pessoas nos cais inferiores (correspondentes aos ingressos pagos) e 200 mil nos cais superiores (correspondentes aos ingressos gratuitos) nas margens do Rio Sena. A quantidade, no entanto, não é definitiva, já que o Comitê Organizador pretende tomar a decisão final até a primavera.

### Sustentabilidade
Paris 2024 pretende ser a primeira olímpiada da história da era moderna a ser 100% sustentável, adotando uma política de redução de carbono pela metade, em comparação com Londres 2012 e Rio 2016, estando de acordo com a Agenda Olímpica 2020+5 e o Acordo de Paris.
Entre as medidas anunciadas, estão a limpeza total do Rio Sena, a maior parte dos locais de competição funcionarem através de energia eólica e solar, deslocamento até o local dos jogos realizado com bicicletas e metrôs e a redução do uso de plástico, com a adoção de garrafas reutilizáveis e bebedouros. Em 2023, Paris aboliu os estacionamentos públicos da cidade, transformando-os em áreas verdes. Novas ciclovias, linhas de metrôs e muros antirruído foram construídos, e edifícios foram reformados com técnicas mais sustentáveis. Foi cogitado também uma redução drástica nos limites de velocidade e a proibição de ônibus em locais próximos aos centros de competição. Outra novidade anunciada foram as implantações de fontes de bebida, através das Coca Fountain, com 12 válvulas para fornecer até 300 garrafas.

### Medalhas

Medalhas dos Jogos Olímpicos de 2024

Em 8 de fevereiro de 2024, o Comitê Olímpico Internacional apresentou ao mundo o design das medalhas olímpicas e paralímpicas. Cada uma das 5 084 peças apresentam uma peça central de ferro com 18 gramas, retirada de fragmentos da Torre Eiffel, que permanecem conservados após a remoção nas reformas do século XX. Dentro do hexágono feito com o tal material, há a logo dos Jogos Olímpicos, uma vez que a forma geométrica lembra à França uma nação que às vezes é chamada de "L'hexagone". Nas costas, estão imagens tradicionais como a Nike, deusa da vitória, o Estádio Panatenaico e a Acrópole. Em frente à Acrópole, foi inclusa a Torre Eiffel.

### Locais de competição
A maioria dos locais de competição estão ao redor na cidade de Paris e na sua Região Metropolitana e incluem as comunas de Saint-Denis, Le Bourget, Colombes (que foi o epicentro dos Jogos Olímpicos de Verão de 1924), Vaires-sur-Marne, Versailles e de Marselha (que é a subsede dos torneios de futebol e de vela). Lyon, Toulouse, Lille, Bordeaux, Nantes e a ilha de Taiti, na Polinésia Francesa, também estão como as subsedes do evento. Além disso, nove locais serão temporários e apenas três foram construídos para o evento. Entre os locais temporários está o Campo de Marte, que recebe uma arena para o judô e as lutas, além da Torre Eiffel, que recebe uma arena para o voleibol de Praia.

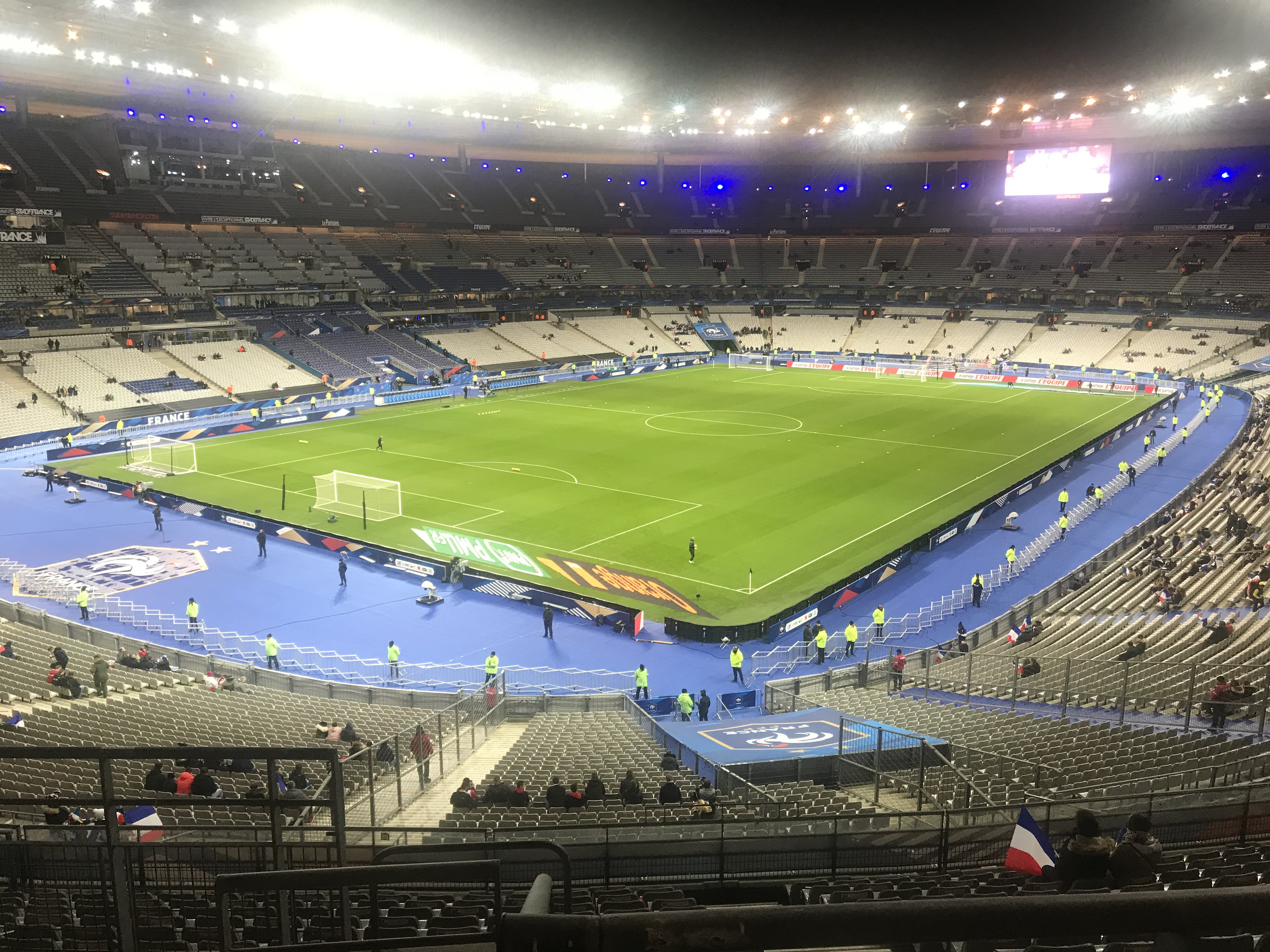
Stade de France, local do atletismo, rugby sevens e da cerimônia de encerramento
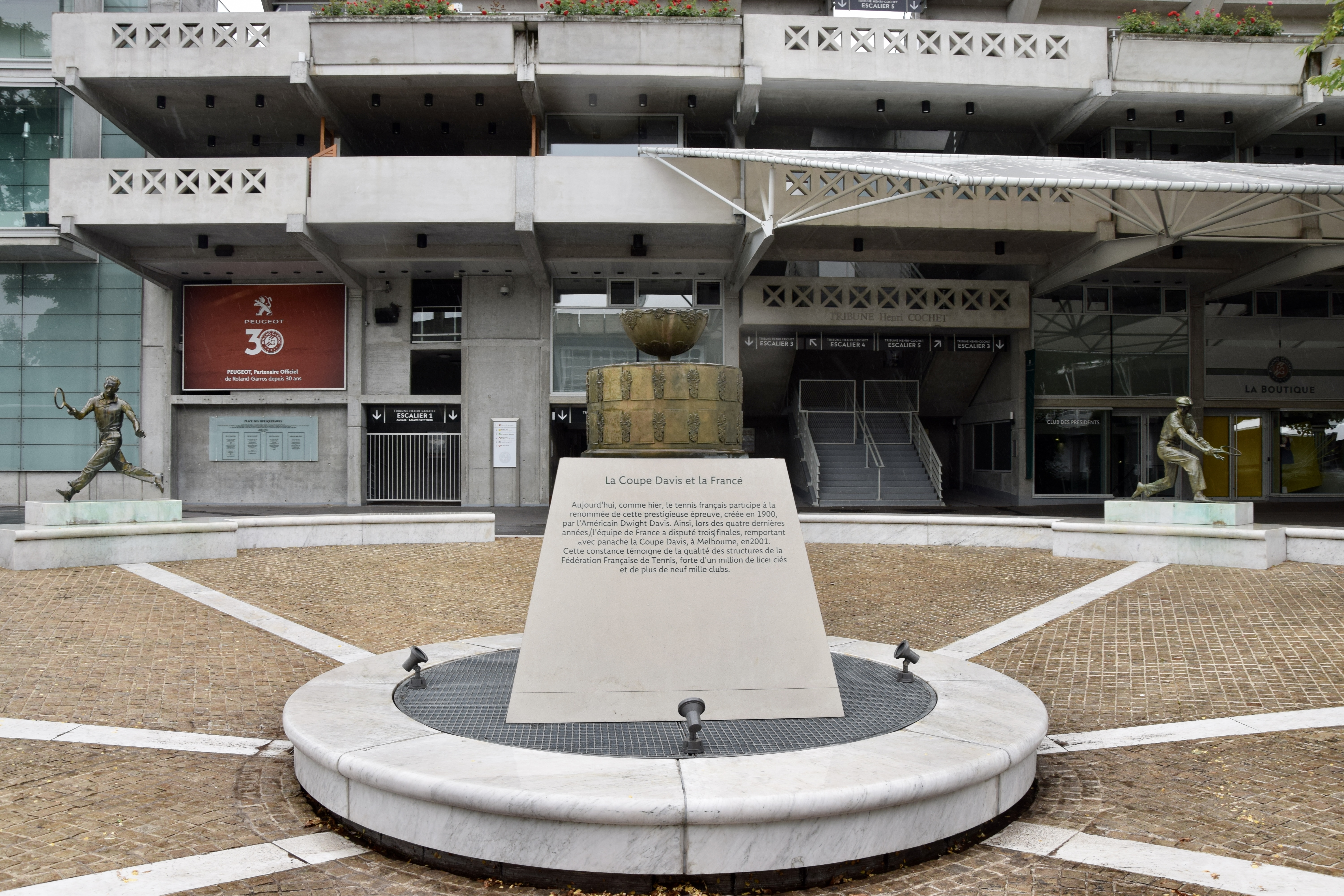
Stade Roland Garros (exterior), local do tênis e das finais do boxe
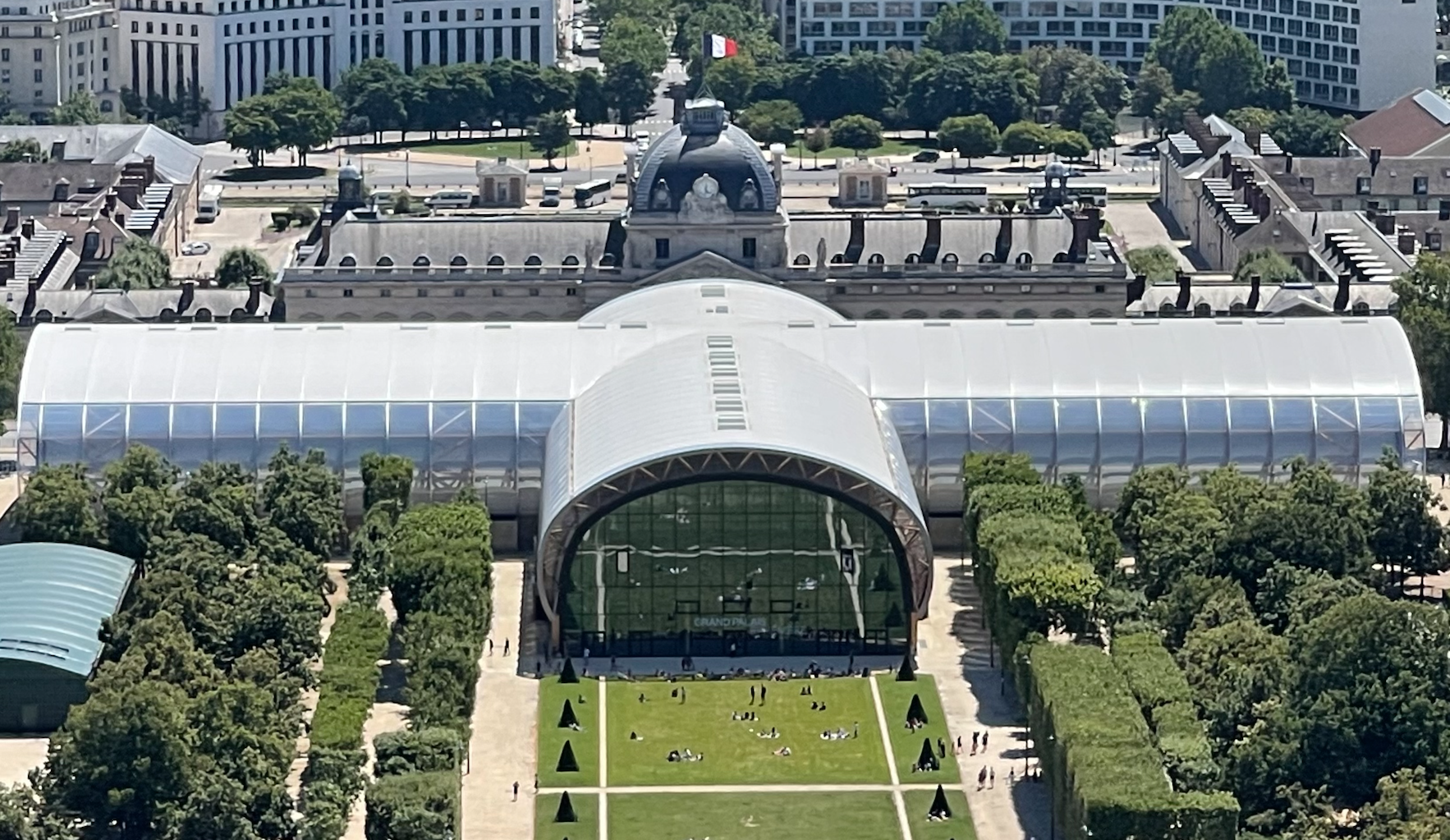
Grand Palais Éphémère, local do judô e das lutas
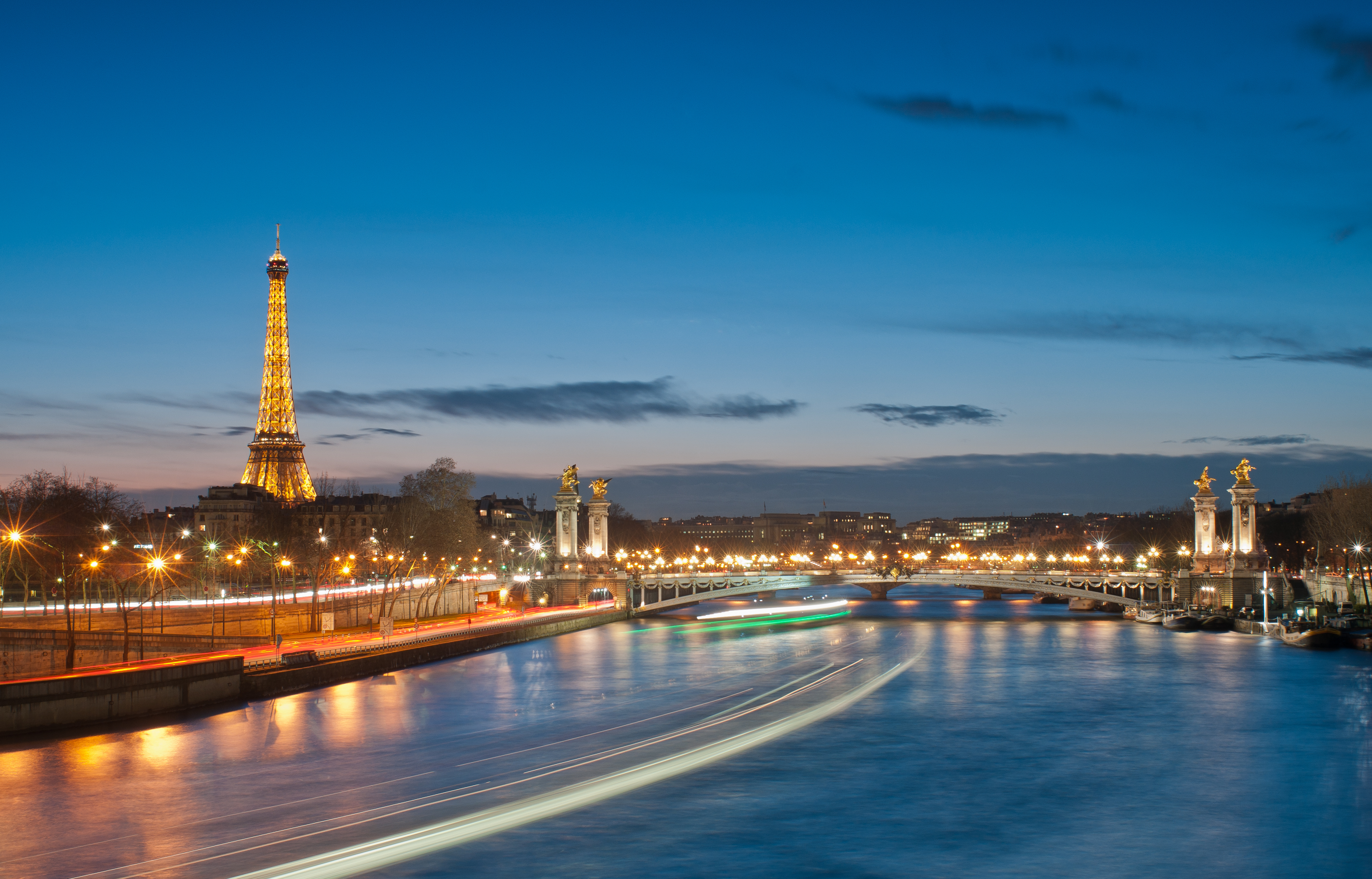
Ponte Alexandre III e ao fundo, a Torre Eiffel, local da maratona aquática e do triatlo
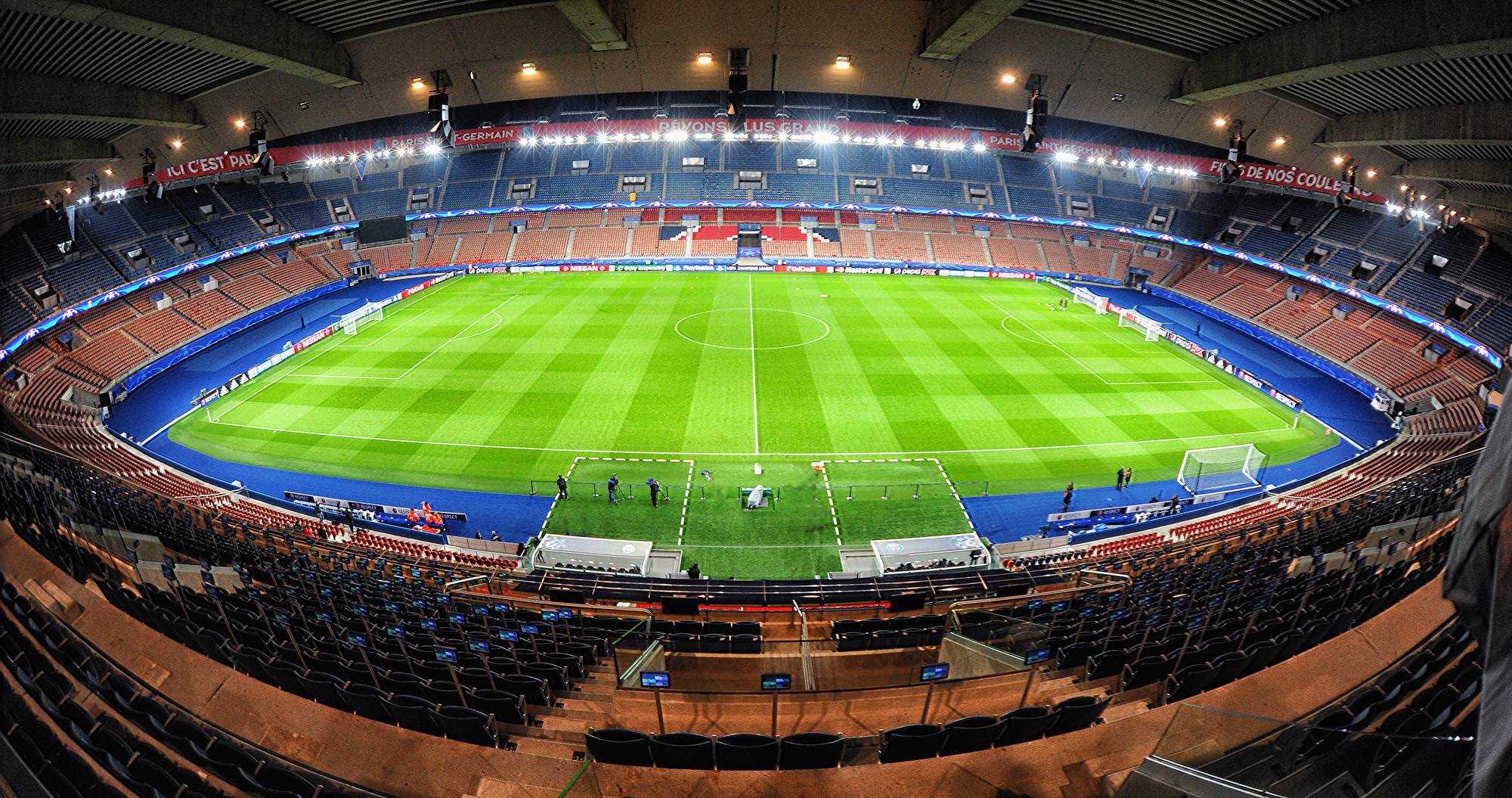
Parc des Princes, local das finais do futebol
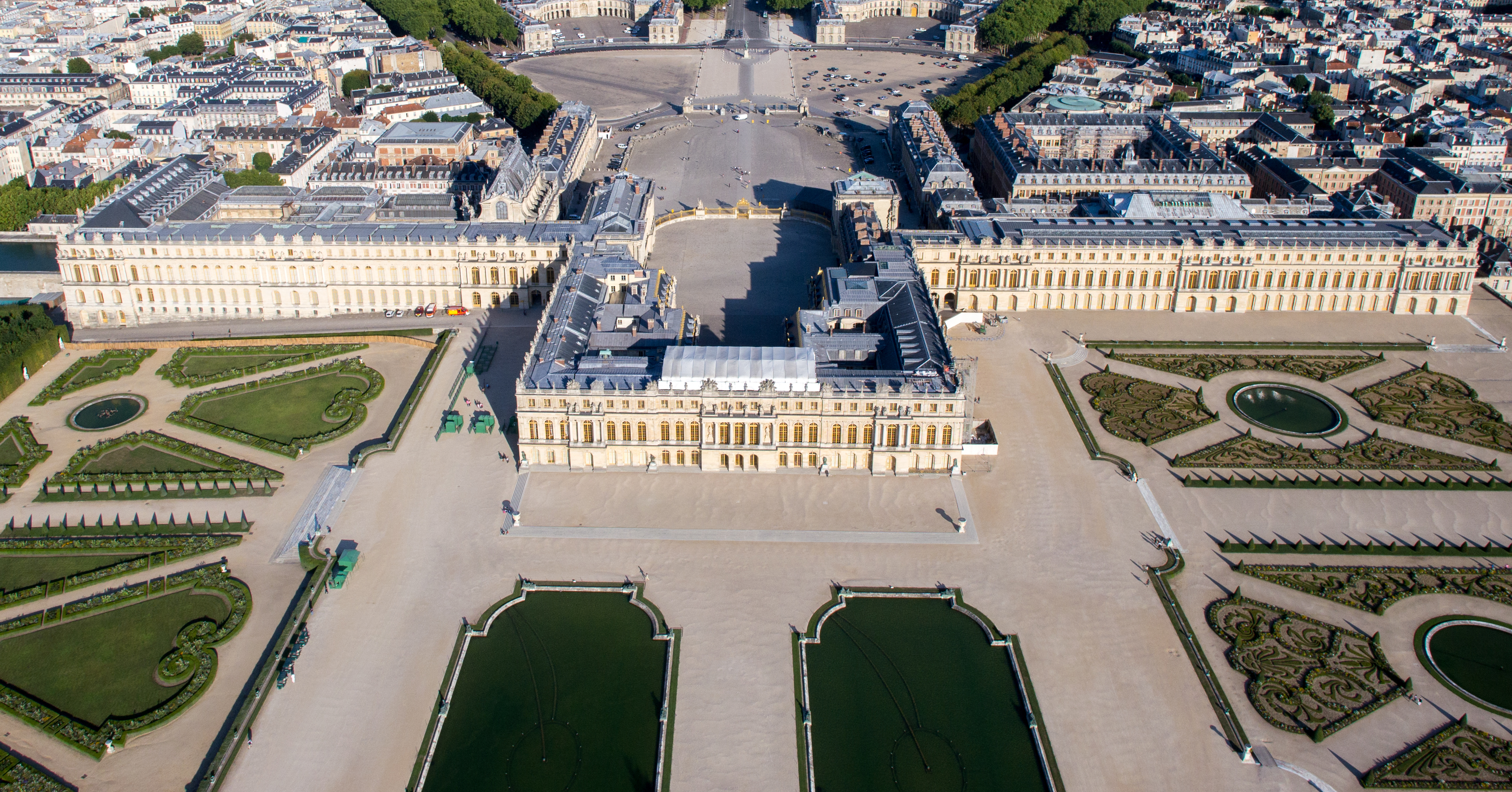
Palácio de Versalhes, local do hipismo, pentatlo moderno (exceto esgrima e natação) e do ciclismo de estrada
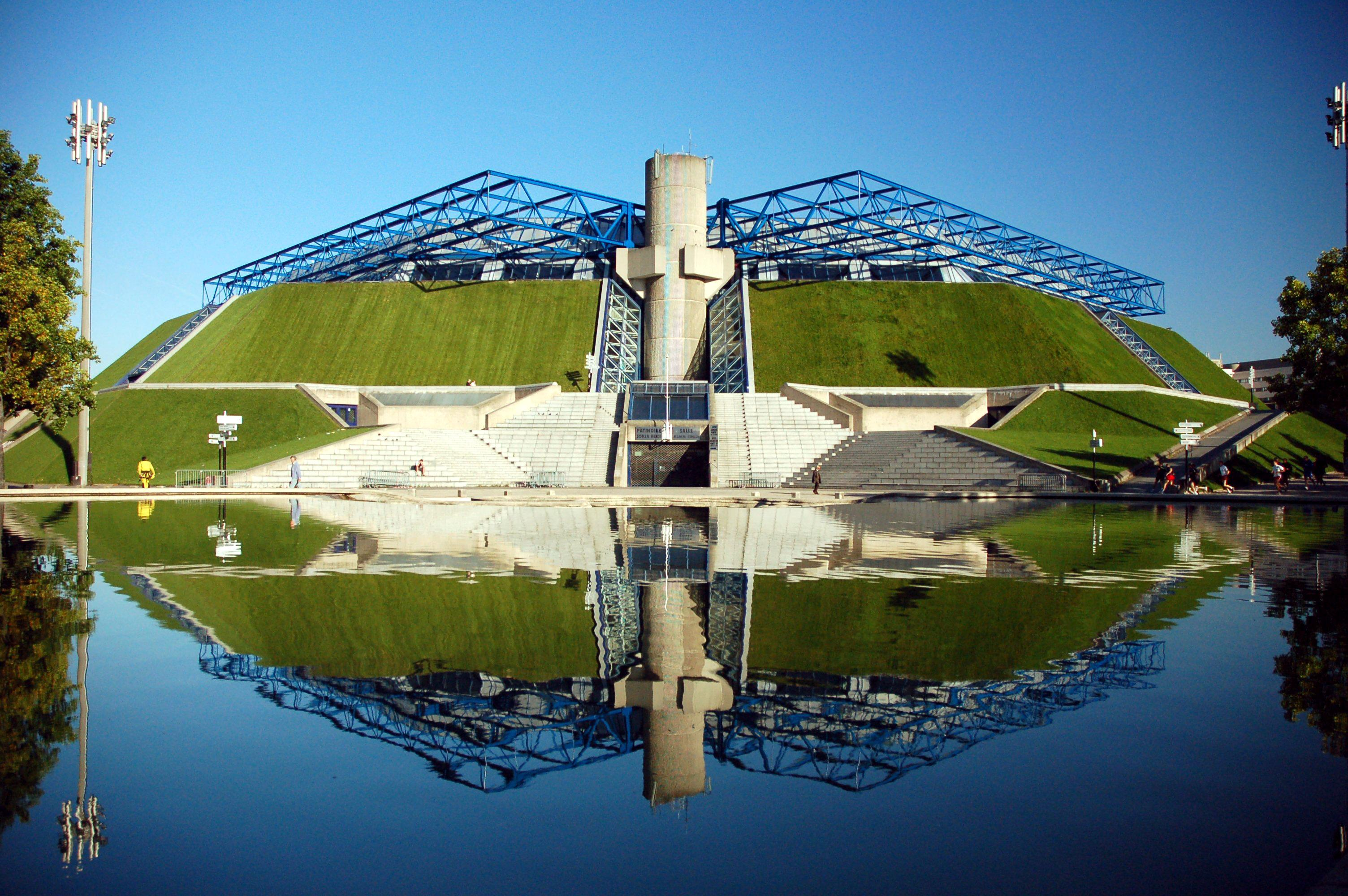
Bercy Arena, local das finais do basquetebol e da ginástica artística e de trampolim
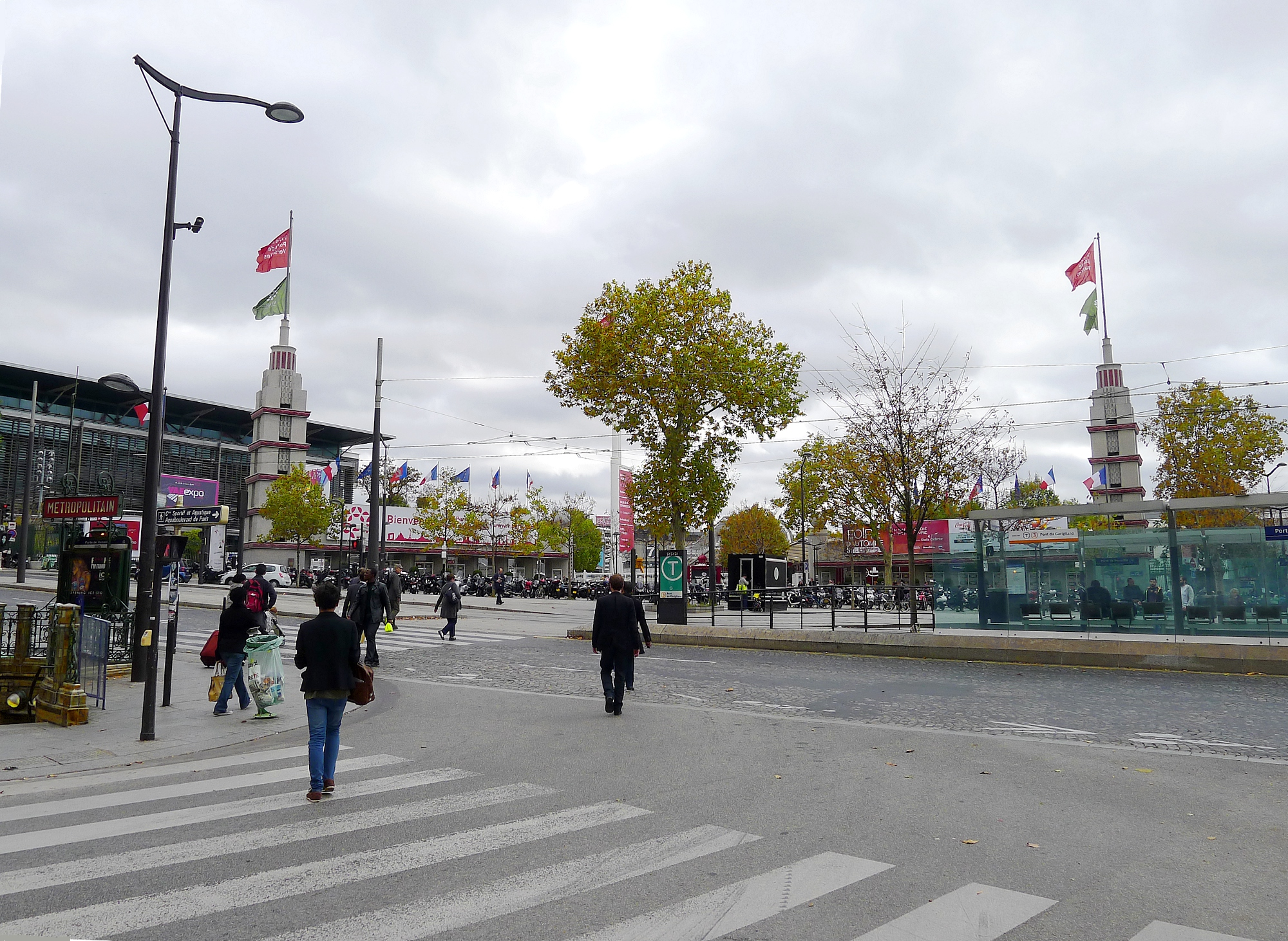
Paris Expo Porte de Versailles, local do voleibol de quadra, handebol (preliminares e quartas de final), tênis de mesa e halterofilismo

## Os Jogos

### Cerimônia de abertura

Bandeiras dos 204 Comitês Olimpícos Nacionais e da Equipe de Atletas Refugiados reunidas em frente à Torre Eiffel

Apresentação de Celine Dion durante os últimos minutos da cerimônia inaugural

A cerimônia de abertura dos Jogos Olímpicos de Paris aconteceu às 19h30 (UTC+2) do dia 26 de julho de 2024. Em 24 de julho de 2021, o presidente Emmanuel Macron anunciou que as cerimônias deveriam acontecer às margens do Rio Sena, com o objetivo de dar uma força visual, uma emoção e um ritmo muito diferente que nas edições anteriores. As questões técnicas foram sendo estudadas pelo comitê organizador. Em 13 de dezembro de 2021, foi anunciado que a cerimônia de abertura contaria com os atletas sendo transportados de barco de Pont d'Austerlitz para Pont d'Iéna ao longo do rio Sena. A rota de 6 km passaria por pontos de referência como o Louvre, Notre-Dame de Paris e Place de la Concorde, e contaria com apresentações culturais. Em 21 de setembro de 2022, foi confirmado que a cerimônia de abertura aconteceria no Trocadero e às margens do Rio Sena. É a primeira vez na história dos Jogos Olímpicos de Verão convencionais em que a cerimônia inaugural não acontece em um estádio olímpico. A cerimônia contou com as apresentações de Lady Gaga, Aya Nakamura, Rim'K, Phillippe Katerine e Celine Dion, com a última sendo a mais aguardada. Houve a participação pela primeira vez de uma banda de metal em uma cerimônia de abertura, a francesa Gojira.

### Cerimônia de encerramento

Formação dos anéis olímpicos durante a cerimônia de encerramento

Aconteceu às 21h00 (UTC+2) do dia 11 de agosto de 2024 no Stade de France, sendo o único evento a acontecer no principal estádio da cidade-sede. Entre os eventos protocolares, estão previstos a apresentação de shows culturais, desfile das delegações, entrega das medalhas dos atletas da maratona, a passagem da bandeira para o prefeito da próxima sede dos Jogos Olímpicos, no caso Los Angeles, contendo a apresentação da cultura estadunidense, bem como a execução de seu hino e o hasteamento de sua bandeira, além da extinção da tocha olímpica. Zaho de Sagazan, Phoenix, Orquestra Nacional da França, Yseult, H.E.R., Billie Eilish, Snoop Dogg e Red Hot Chilli Peppers foram as apresentações musicais do encerramento dos jogos.

### Programa esportivo
Em 2007, o COI definiu o conceito das Olimpíadas incluindo 28 esportes: 25 esportes permanentes, com 3 esportes adicionais para cada edição. Em 8 de setembro de 2013, foi anunciado o retorno das lutas como uma modalidade obrigatória no programa dos Jogos Olímpicos de 2024 e 2028. A United World Wrestling reformulou as categorias de peso masculina, tanto para a luta livre como luta greco-romana, reduzindo para seis o número de categorias, possibilitando a adição de mais categorias para as mulheres. Em agosto de 2016, o COI adicionou cinco esportes no programa de Tóquio 2020, com planos de avaliar separadamente os 28 esportes existentes. Não havia indicações de como isso poderia afetar a quantidade de esportes em 2024.
Os organizadores dos Jogos também estavam em discussões com o COI e várias organizações profissionais dos e-sports para introduzir os esportes eletrônicos, com possibilidade de medalhas olímpicas para os vencedores. Estanguet, afirmou que com a introdução dos esportes eletrônicos se tornariam mais relevantes para as gerações mais jovens: "Sim, a juventude, eles são interessados em esportes e nesse tipo de evento. Vamos de encontro a eles. Vamos tentar encontrar algumas pontes". O anúncio da decisão final se os eSports estarão nos Jogos de 2024, seria feito em 2020.
Em 21 de fevereiro de 2019, o Comitê Organizador de Paris 2024 anunciou que havia escolhido o breakdancing como um de seus esportes opcionais junto do surfe, escalada desportiva e skate. Estes também foram esportes opcionais em Tóquio 2020. Em junho, o breakdancing foi aprovado. Na 134ª Sessão do COI, todos os membros da entidade aprovaram a adição destes esportes ao programa, com ratificação realizada em dezembro de 2020 durante a reunião do quadro executivo. Em 7 de dezembro de 2020, o COI homologou os esportes anteriormente citados e as retiradas do beisebol/softbol e caratê do programa olímpico após Tóquio 2020.
O programa dos Jogos Olímpicos de Verão de 2024 conta com 329 eventos em 32 esportes.
| Programa esportivo dos Jogos Olímpicos de Verão de 2024 |
| --- |
| - Atletismo (48) - Badminton (5) - Basquetebol - Basquetebol (2) - Basquetebol 3×3 (2) - Boxe (13) - Breaking (2) - Canoagem - Slalom (6) - Velocidade (10) - Ciclismo - BMX (4) - Mountain bike (2) - Estrada (4) - Pista (12) - Escalada esportiva (4) - Esgrima (12) - Futebol (2) - Ginástica - Artística (14) - Rítmica (2) - Trampolim (2) - Golfe (2) - Halterofilismo (10) - Handebol (2) - Hipismo - Adestramento (2) - CCE (2) - Saltos (2) - Hóquei sobre a grama (2) - Judô (15) - Lutas - Livre (12) - Greco-Romana (6) - Maratona aquática (2) - Natação (35) - Natação artística (2) - Pentatlo moderno (2) - Polo aquático (2) - Remo (14) - Rugby sevens (2) - Saltos ornamentais (8) - Surfe (2) - Skate (4) - Taekwondo (8) - Tênis (5) - Tênis de mesa (5) - Tiro (15) - Tiro com arco (5) - Triatlo (3) - Vela (10) - Voleibol (2) - Voleibol de praia (2) |

### Participantes
A seguir está uma lista dos Comitês Olímpicos Nacionais que qualificaram pelo menos um atleta para os Jogos Olímpicos de 2024. Após a invasão russa da Ucrânia, o COI suspendeu os Comitês Olímpicos da Rússia e da Bielorrússia por violarem a Trégua Olímpica. No entanto, atletas russos e bielorrussos poderão competir como "Atletas Individuais Neutros" (AIN) sem identificação nacional, desde que não apoiem "ativamente" a guerra. Atletas neutros individuais devem ser aprovados pela federação internacional de cada esporte e, em seguida, pelo painel do COI. Como atletas individuais, o AIN não será considerado uma delegação durante a cerimônia de abertura ou nos quadros de medalhas.
A edição marca o retorno da Coreia do Norte aos Jogos Olímpicos após a desistência em Tóquio 2020 devido aos temores da pandemia de COVID-19, razão na qual causou a sua suspensão nos Jogos Olímpicos de Inverno de 2022.
| Comitês Olímpicos Nacionais participantes |
| --- |
| - AFG Afeganistão (4) - RSA África do Sul (149) - ALB Albânia (8) - GER Alemanha (427) - AND Andorra (2) - ANG Angola (24) - ANT Antígua e Barbuda (5) - KSA Arábia Saudita (6) - ALG Argélia (45) - ARG Argentina (136) - ARM Armênia (15) - ARU Aruba (6) - AIN Atletas Individuais Neutros (32) - AUS Austrália (460) - AUT Áustria (78) - AZE Azerbaijão (47) - BAH Bahamas (18) - BRN Barém (13) - BAN Bangladesh (4) - BAR Barbados (4) - BEL Bélgica (165) - BIZ Belize (1) - BEN Benim (5) - BER Bermudas (8) - BOL Bolívia (4) - BIH Bósnia e Herzegovina (5) - BOT Botsuana (11) - BRA Brasil (276) - BRU Brunei (3) - BUL Bulgária (47) - BUR Burquina Fasso (8) - BDI Burundi (7) - BHU Butão (3) - CPV Cabo Verde (7) - CMR Camarões (6) - CAM Camboja (3) - CAN Canadá (316) - QAT Catar (14) - KAZ Cazaquistão (79) - CHA Chade (3) - CHI Chile (48) - CHN China (388) - CYP Chipre (16) - COL Colômbia (89) - COM Comores (4) - CGO Congo (4) - PRK Coreia do Norte (16) - KOR Coreia do Sul (141) - CIV Costa do Marfim (11) - CRC Costa Rica (7) - CRO Croácia (73) - CUB Cuba (63) - DEN Dinamarca (123) - DJI Djibuti (7) - DMA Dominica (4) - EGY Egito (147) - ESA El Salvador (8) - UAE Emirados Árabes Unidos (12) - ECU Equador (40) - EOR Equipe Olímpica de Refugiados (37) - ERI Eritreia (12) - SVK Eslováquia (28) - SLO Eslovênia (90) - ESP Espanha (382) - SWZ Essuatíni (3) - FSM Estados Federados da Micronésia (2) - USA Estados Unidos (592) - EST Estônia (23) - ETH Etiópia (34) - FIJ Fiji (33) - PHI Filipinas (22) - FIN Finlândia (56) - FRA França (573) (anfitrião) - GAB Gabão (5) - GAM Gâmbia (7) - GHA Gana (8) - GEO Geórgia (28) - GBR Grã-Bretanha (327) - GRN Granada (6) - GRE Grécia (101) - GUM Guam (6) - GUA Guatemala (16) - GUY Guiana (4) - GUI Guiné (21) - GEQ Guiné Equatorial (3) - GBS Guiné-Bissau (4) - HAI Haiti (7) - HKG Hong Kong (36) - HON Honduras (4) - HUN Hungria (170) - YEM Iêmen (4) - CAY Ilhas Cayman (4) - COK Ilhas Cook (2) - MHL Ilhas Marshall (4) - SOL Ilhas Salomão (3) - ISV Ilhas Virgens Americanas (3) - IVB Ilhas Virgens Britânicas (4) - IND Índia (112) - INA Indonésia (29) - IRI Irã (40) - IRQ Iraque (22) - IRL Irlanda (133) - ISL Islândia (5) - ISR Israel (88) - ITA Itália (361) - JAM Jamaica (58) - JPN Japão (404) - JOR Jordânia (12) - KIR Kiribati (3) - KOS Kosovo (9) - KUW Kuwait (9) - LAO Laos (3) - LES Lesoto (3) - LAT Letônia (29) - LBN Líbano (10) - LBR Libéria (8) - LBA Líbia (6) - LIE Liechtenstein (1) - LTU Lituânia (50) - LUX Luxemburgo (14) - MKD Macedônia do Norte (7) - MAD Madagascar (7) - MAS Malásia (26) - MAW Malawi (3) - MDV Maldivas (5) - MLI Mali (23) - MLT Malta (5) - MAR Marrocos (59) - MRI Maurício (12) - MTN Mauritânia (2) - MEX México (107) - MYA Mianmar (2) - MOZ Moçambique (7) - MDA Moldávia (26) - MON Mônaco (4) - MGL Mongólia (32) - MNE Montenegro (19) - NAM Namíbia (4) - NRU Nauru (1) - NEP Nepal (7) - NCA Nicarágua (7) - NIG Níger (6) - NGR Nigéria (88) - NOR Noruega (107) - NZL Nova Zelândia (195) - OMA Omã (3) - NED Países Baixos (258) - PLW Palau (3) - PLE Palestina (8) - PAN Panamá (8) - PNG Papua-Nova Guiné (6) - PAK Paquistão (7) - PAR Paraguai (28) - PER Peru (26) - POL Polônia (213) - PUR Porto Rico (51) - POR Portugal (73) - KEN Quênia (72) - KGZ Quirguistão (16) - CAF República Centro-Africana (4) - CZE Chéquia (113) - COD República Democrática do Congo (5) - DOM República Dominicana (54) - ROU Romênia (107) - RWA Ruanda (8) - SAM Samoa (24) - ASA Samoa Americana (2) - SMR San Marino (5) - LCA Santa Lúcia (4) - SKN São Cristóvão e Neves (2) - STP São Tomé e Príncipe (3) - VIN São Vicente e Granadinas (4) - SEY Seicheles (3) - SEN Senegal (10) - SLE Serra Leoa (4) - SRB Sérvia (112) - SGP Singapura (23) - SYR Síria (7) - SOM Somália (1) - SRI Sri Lanka (6) - SUD Sudão (3) - SSD Sudão do Sul (13) - SWE Suécia (117) - SUI Suíça (127) - SUR Suriname (2) - THA Tailândia (51) - TPE Taipé Chinês (59) - TJK Tajiquistão (14) - TAN Tanzânia (7) - TLS Timor-Leste (4) - TOG Togo (5) - TON Tonga (4) - TTO Trinidad e Tobago (18) - TUN Tunísia (26) - TKM Turcomenistão (6) - TUR Turquia (102) - TUV Tuvalu (2) - UKR Ucrânia (140) - UGA Uganda (24) - URU Uruguai (26) - UZB Uzbequistão (86) - VAN Vanuatu (6) - VEN Venezuela (33) - VIE Vietnã (16) - ZAM Zâmbia (27) - ZIM Zimbabwe (7) |

### Calendário
O calendário de competições foi divulgado em 25 de julho de 2022. Assim como nas últimas edições, o futebol irá abrir os Jogos Olímpicos dois dias antes da cerimônia de abertura, junto ao rugby sevens. O tiro com arco e handebol terão sua estreia um dia antes da abertura.
Todos as datas seguem o Horário de Verão da Europa Central (UTC+2)
| CA | Cerimónia de abertura | ● | Competições desportivas | 1 | Medalhas de ouro | EG | Exibição de gala | CE | Cerimónia de encerramento |

|                                      |                                      | Julho  | Julho  | Julho  | Julho  | Julho  | Julho  | Julho  | Julho  | Agosto | Agosto | Agosto | Agosto | Agosto | Agosto | Agosto | Agosto | Agosto | Agosto | Agosto | Eventos          |
| 24 Qua                               | 25 Qui                               | 26 Sex | 27 Sáb | 28 Dom | 29 Seg | 30 Ter | 31 Qua | 1 Qui  | 2 Sex  | 3 Sáb  | 4 Dom  | 5 Seg  | 6 Ter  | 7 Qua  | 8 Qui  | 9 Sex  | 10 Sáb | 11 Dom |        |        | Eventos          |
| ------------------------------------ | ------------------------------------ | ------ | ------ | ------ | ------ | ------ | ------ | ------ | ------ | ------ | ------ | ------ | ------ | ------ | ------ | ------ | ------ | ------ | ------ | ------ | ---------------- |
| Cerimônias (abertura / encerramento) | Cerimônias (abertura / encerramento) |        |        | CA     |        |        |        |        |        |        |        |        |        |        |        |        |        |        |        | CE     |                  |
| Atletismo                            | Atletismo                            |        |        |        |        |        |        |        |        | 2      | 1      | 5      | 3      | 3      | 5      | 5      | 6      | 8      | 9      | 1      | 48               |
| Badminton                            | Badminton                            |        |        |        | ●      | ●      | ●      | ●      | ●      | ●      | 1      | 1      | 1      | 2      |        |        |        |        |        |        | 5                |
| Basquetebol                          | Basquetebol                          |        |        |        | ●      | ●      | ●      | ●      | ●      | ●      | ●      | ●      | ●      |        | ●      | ●      | ●      | ●      | 1      | 1      | 2                |
| Basquetebol                          | Basquetebol 3×3                      |        |        |        |        |        |        | ●      | ●      | ●      | ●      | ●      | ●      | 2      |        |        |        |        |        |        | 2                |
| Boxe                                 | Boxe                                 |        |        |        | ●      | ●      | ●      | ●      | ●      | ●      | ●      | ●      | ●      |        | 1      | 2      | 2      | 4      | 4      |        | 13               |
| Breaking                             | Breaking                             |        |        |        |        |        |        |        |        |        |        |        |        |        |        |        |        | 1      | 1      |        | 2                |
| Canoagem                             | Slalom                               |        |        |        | ●      | 1      | 1      | ●      | 1      | 1      |        | ●      | ●      | 2      |        |        |        |        |        |        | 6                |
| Canoagem                             | Velocidade                           |        |        |        |        |        |        |        |        |        |        |        |        |        | ●      | ●      | 4      | 3      | 3      |        | 10               |
| Ciclismo                             | Ciclismo de estrada                  |        |        |        | 2      |        |        |        |        |        |        | 1      | 1      |        |        |        |        |        |        |        | 4                |
| Ciclismo                             | Ciclismo de pista                    |        |        |        |        |        |        |        |        |        |        |        |        | 1      | 1      | 2      | 2      | 2      | 1      | 3      | 12               |
| Ciclismo                             | BMX                                  |        |        |        |        |        |        | ●      | 2      | ●      | 2      |        |        |        |        |        |        |        |        |        | 4                |
| Ciclismo                             | Bicicleta de montanha                |        |        |        |        | 1      | 1      |        |        |        |        |        |        |        |        |        |        |        |        |        | 2                |
| Escalada esportiva                   | Escalada esportiva                   |        |        |        |        |        |        |        |        |        |        |        |        | ●      | ●      | 1      | 1      | 1      | 1      |        | 4                |
| Esgrima                              | Esgrima                              |        |        |        | 2      | 2      | 2      | 1      | 1      | 1      | 1      | 1      | 1      |        |        |        |        |        |        |        | 12               |
| Futebol                              | Futebol                              | ●      | ●      |        | ●      | ●      |        | ●      | ●      |        | ●      | ●      |        | ●      | ●      |        | ●      | 1      | 1      |        | 2                |
| Ginástica                            | Artística                            |        |        |        | ●      | ●      | 1      | 1      | 1      | 1      |        | 4      | 3      | 3      |        |        |        |        |        |        | 14               |
| Ginástica                            | Rítmica                              |        |        |        |        |        |        |        |        |        |        |        |        |        |        |        | ●      | 1      | 1      |        | 2                |
| Ginástica                            | Trampolim                            |        |        |        |        |        |        |        |        |        | 2      |        |        |        |        |        |        |        |        |        | 2                |
| Golfe                                | Golfe                                |        |        |        |        |        |        |        |        | ●      | ●      | ●      | 1      |        |        | ●      | ●      | ●      | 1      |        | 2                |
| Halterofilismo                       | Halterofilismo                       |        |        |        |        |        |        |        |        |        |        |        |        |        |        | 2      | 2      | 2      | 3      | 1      | 10               |
| Handebol                             | Handebol                             |        | ●      |        | ●      | ●      | ●      | ●      | ●      | ●      | ●      | ●      | ●      |        | ●      | ●      | ●      | ●      | 1      | 1      | 2                |
| Hipismo                              | Adestramento                         |        |        |        |        |        |        | ●      | ●      | 1      |        |        | 1      |        |        |        |        |        |        |        | 2                |
| Hipismo                              | CCE                                  |        |        |        | ●      | ●      | 2      |        |        |        |        |        |        |        |        |        |        |        |        |        | 2                |
| Hipismo                              | Saltos                               |        |        |        |        |        |        |        |        |        | ●      | 1      |        | ●      | 1      |        |        |        |        |        | 2                |
| Hóquei sobre a grama                 | Hóquei sobre a grama                 |        |        |        | ●      | ●      | ●      | ●      | ●      | ●      | ●      | ●      | ●      | ●      | ●      | ●      | 1      | 1      |        |        | 2                |
| Judô                                 | Judô                                 |        |        |        | 2      | 2      | 2      | 2      | 2      | 2      | 2      | 1      |        |        |        |        |        |        |        |        | 15               |
| Lutas                                | Lutas                                |        |        |        |        |        |        |        |        |        |        |        |        | ●      | 3      | 3      | 3      | 3      | 3      | 3      | 18               |
| Natação                              | Natação                              |        |        |        | 4      | 3      | 5      | 3      | 5      | 4      | 3      | 4      | 4      |        |        |        |        |        |        |        | 35               |
| Natação artística                    | Natação artística                    |        |        |        |        |        |        |        |        |        |        |        |        | ●      | ●      | 1      |        | ●      | 1      |        | 2                |
| Pentatlo moderno                     | Pentatlo moderno                     |        |        |        |        |        |        |        |        |        |        |        |        |        |        |        | ●      | ●      | 1      | 1      | 2                |
| Polo aquático                        | Polo aquático                        |        |        |        | ●      | ●      | ●      | ●      | ●      | ●      | ●      | ●      | ●      | ●      | ●      | ●      | ●      | ●      | 1      | 1      | 2                |
| Remo                                 | Remo                                 |        |        |        | ●      | ●      | ●      | ●      | 2      | 4      | 4      | 4      |        |        |        |        |        |        |        |        | 14               |
| Rugby sevens                         | Rugby sevens                         | ●      | ●      |        | 1      | ●      | ●      | 1      |        |        |        |        |        |        |        |        |        |        |        |        | 2                |
| Saltos ornamentais                   | Saltos ornamentais                   |        |        |        | 1      |        | 1      |        | 1      |        | 1      |        |        | ●      | 1      | ●      | 1      | 1      | 1      |        | 8                |
| Skate                                | Skate                                |        |        |        |        | 1      | 1      |        |        |        |        |        |        |        | 1      | 1      |        |        |        |        | 4                |
| Surfe                                | Surfe                                |        |        |        | ●      | ●      | ●      | 2      |        |        |        |        |        |        |        |        |        |        |        |        | 2                |
| Taekwondo                            | Taekwondo                            |        |        |        |        |        |        |        |        |        |        |        |        |        |        | 2      | 2      | 2      | 2      |        | 8                |
| Tênis                                | Tênis                                |        |        |        | ●      | ●      | ●      | ●      | ●      | ●      | 1      | 2      | 2      |        |        |        |        |        |        |        | 5                |
| Tênis de mesa                        | Tênis de mesa                        |        |        |        | ●      | ●      | ●      | 1      | ●      | ●      | ●      | 1      | 1      | ●      | ●      | ●      | ●      | 1      | 1      |        | 5                |
| Tiro                                 | Tiro                                 |        |        |        | 1      | 2      | 2      | 2      | 1      | 1      | 1      | 2      | 1      | 2      |        |        |        |        |        |        | 15               |
| Tiro com arco                        | Tiro com arco                        |        | ●      |        |        | 1      | 1      | ●      | ●      | ●      | 1      | 1      | 1      |        |        |        |        |        |        |        | 5                |
| Triatlo                              | Triatlo                              |        |        |        |        |        |        | 1      | 1      |        |        |        |        | 1      |        |        |        |        |        |        | 3                |
| Vela                                 | Vela                                 |        |        |        |        | ●      | ●      | ●      | ●      | 2      | 2      | ●      | ●      | ●      | 2      | 2      | 2      |        |        |        | 10               |
| Voleibol                             | Voleibol de praia                    |        |        |        | ●      | ●      | ●      | ●      | ●      | ●      | ●      | ●      | ●      | ●      | ●      | ●      | ●      | 1      | 1      |        | 2                |
| Voleibol                             | Voleibol                             |        |        |        | ●      | ●      | ●      | ●      | ●      | ●      | ●      | ●      | ●      | ●      | ●      | ●      | ●      | ●      | 1      | 1      | 2                |
| Total medalhas ouro                  | Total medalhas ouro                  |        |        |        | 13     | 13     | 19     | 14     | 17     | 19     | 22     | 28     | 20     | 16     | 15     | 21     | 27     | 33     | 39     | 13     | 329              |
| Total acumulativo                    | Total acumulativo                    |        |        |        | 13     | 27     | 46     | 59     | 76     | 95     | 117    | 145    | 165    | 181    | 196    | 217    | 244    | 277    | 316    | 329    | 329              |
|                                      |                                      | 24 Qua | 25 Qui | 26 Sex | 27 Sáb | 28 Dom | 29 Seg | 30 Ter | 31 Qua | 1 Qui  | 2 Sex  | 3 Sáb  | 4 Dom  | 5 Seg  | 6 Ter  | 7 Qua  | 8 Qui  | 9 Sex  | 10 Sáb | 11 Dom | Total de eventos |
| Julho                                | Julho                                | Julho  | Julho  | Julho  | Julho  | Julho  | Julho  | Agosto | Agosto | Agosto | Agosto | Agosto | Agosto | Agosto | Agosto | Agosto | Agosto | Agosto |        |        | Total de eventos |

## Quadro de medalhas
País sede destacado
| Ordem | País               | Medalha de ouro | Medalha de prata | Medalha de bronze |       | Ordem por total |
| ----- | ------------------ | --------------- | ---------------- | ----------------- | ----- | --------------- |
| 1     | USA Estados Unidos | 40              | 44               | 42                | 126   | 1               |
| 2     | CHN China          | 40              | 27               | 24                | 91    | 2               |
| 3     | JPN Japão          | 20              | 12               | 13                | 45    | 6               |
| 4     | AUS Austrália      | 18              | 19               | 16                | 53    | 5               |
| 5     | FRA França         | 16              | 26               | 22                | 64    | 4               |
| 6     | NED Países Baixos  | 15              | 7                | 12                | 34    | 8               |
| 7     | GBR Grã-Bretanha   | 14              | 22               | 29                | 65    | 3               |
| 8     | KOR Coreia do Sul  | 13              | 9                | 10                | 32    | 10              |
| 9     | ITA Itália         | 12              | 13               | 15                | 40    | 7               |
| 10    | GER Alemanha       | 12              | 13               | 8                 | 33    | 9               |
|       |                    |                 |                  |                   |       |                 |
| 20    | BRA Brasil         | 3               | 7                | 10                | 20    | 12              |
|       |                    |                 |                  |                   |       |                 |
| 50    | POR Portugal       | 1               | 2                | 1                 | 4     | 49              |
|       |                    |                 |                  |                   |       |                 |
| 84    | CPV Cabo Verde     |                 |                  | 1                 | 1     | 77              |
|       |                    |                 |                  |                   |       |                 |
| –     | Outros países      | 125             | 129              | 182               | 436   | –               |
| TOTAL | TOTAL              | 329             | 330              | 385               | 1 044 | —               |

### Fatos e destaques
- Durante o jogo entre Argentina e Marrocos pela primeira rodada do futebol masculino, o árbitro sueco Glenn Nyberg indicou quinze minutos de acréscimos com o placar em 2–1 a favor dos marroquinos. Durante o minuto dezesseis do tempo extra, o meio-campista Cristian Medina fez o gol que empataria e encerrava o jogo.[49] Tal tempo de acréscimo da partida foi questionada por torcedores e parte da torcida marroquina que lançou objetos nos jogadores argentinos que não conseguiram comemorar o gol de empate em campo.[50] Duas horas após o lance, que havia sido suspenso por conta da confusão no Stade Geoffroy-Guichard, o gol de Medina foi anulado após a conclusão do árbitro assistente de vídeo, que viu uma irregularidade de impedimento, a partida foi reiniciada em 2–1, mas com portões fechados e com três minutos adicionais, se encerrando com a vitória do Marrocos.[51] O mesmo acréscimo longo foi observado durante o jogo entre França e Brasil pelas quartas de final do futebol feminino, mas que se encerrou no minuto vinte do tempo extra com uma vitória das brasileiras por 1–0.[52]
- Os atletas da Argélia lançaram rosas vermelhas no Rio Sena durante o desfile das delegações em homenagem aos argelinos mortos durante a Guerra de Independência Argelina em um dos ataques em Paris no ano de 1961.[53]
- Durante a semifinal do judô feminino pela categoria até 48kg, a judoca sueca Tara Babulfath acabou batendo boca com o árbitro após ter recebido o terceiro golden card, o que causou a sua polêmica eliminação e o avanço da japonesa Natsumi Tsunoda à final da categoria. A cena foi vista como incomum, já que no judô, geralmente não há qualquer comportamento anti-desportivo.[54] Antes disso, Ryuju Nagayama se recusou a descer do tatame após perder a luta para Francisco Garrigós, ignorando o rival nos cumprimentos e chegando a fazer ameaças ao treinador espanhol.[55]
- A delegação de Israel foi alvo de vaias e de protestos pró-Palestina, principalmente nos jogos da seleção sub-23 no futebol masculino e também na cerimônia de abertura, onde chegou a se cogitar que a equipe não participaria do desfiles das nações, mas o time acabou embarcando no Sena normalmente, sob protestos do público.[56][57]
- Mesmo estando fora do pódio, o brasileiro Guilherme Costa alcançou nestas olimpíadas o recorde das Américas nos 400m nado livre na natação, tendo um tempo de 3m42s76, ficando a 26 centésimos da medalha de bronze.[58] Foi o segundo melhor resultado da história do Brasil nesta prova em Olimpíadas, atrás apenas de Djan Madruga que obteve dois 4ºs lugares em 1976 e 1980.[59]
- A Seleção Canadense de Futebol Feminino foi penalizada com a perda de seis pontos na tabela de classificação do torneio feminino de futebol após uma acusação da equipe da Nova Zelândia em ter flagrado um drone controlado por integrantes da comissão técnica do Canadá para filmar o treino das adversárias dois dias antes do jogo entre as duas seleções, com a equipe do Canadá sendo multada em 200 mil franco suiços. A comissão técnica canadense envolvida no escândalo, incluindo a técnica do time, Bev Priestman, também foi suspensa por um ano do futebol mundial.[60]
- A skatista street brasileira Rayssa Leal conquistou 92.88 pontos na fase final da competição, se tornando a maior nota já tirada por um atleta na história do esporte em Olimpíadas.[61] Assim como na primeira edição da modalidade em 2020 (mas realizada em 2021 devido ao adiamento dos jogos de Tóquio por conta da crise global causada pela Pandemia de COVID-19, porém, a marca Tokyo 2020 foi mantida por razões comerciais), o pódio do skate street feminino também foi composto por atletas de menor idade, já que a medalhista de ouro, a japonesa Coco Yoshizawa tinha 14 anos, enquanto que Akama Liz, também japonesa, possuía 15 anos, e Rayssa com 16 anos.[62] Além disso, Leal também quebrou outra marca ao superar a saltadora Dorothy Poynton-Hill, já que a estadunidense foi medalha de prata em 1928 com apenas 13 anos e ouro em 1932 com 17 anos, que até aquele momento havia se tornando a primeira esportista a conquistar duas medalhas consecutivas em um esporte com a menor idade nas Olimpíadas.[63]
- O surfista brasileiro Gabriel Medina conquistou a maior nota da história da modalidade ao tirar um 9.90 nas oitavas de final do surfe masculino no duelo contra o japonês Kanoa Igarashi, que ficou conhecido como A Revanche, uma vez que os dois já se enfrentaram na semifinal dos jogos de Tóquio com uma vitória polêmica do surfista asiático. Porém, nesta edição das Olimpíadas, a vitória acabou sendo do brasileiro, que avançou às quartas enfrentando o seu compatriota João Chianca.[64] Medina acabou sendo medalhista de bronze nessa edição, que também foi alvo de críticas pelos constantes adiamentos das finais do surfe e a ausência de ondas, além da decisão da categoria feminina entre Tatiana Weston-Webb e Caroline Marks, que foi vencida por Marks em uma diferença de 0.23, que se tornou alvo de questionamentos.[65]
- A boxeadora algeriana Imane Khelif foi centro de uma polêmica após a adversária italiana Angela Carini decidir desistir da disputa por sentir dores no nariz. No entanto, chegou a circular uma informação que a luta foi parada após Khelif ter sido classificada como transsexual e que por isso, não poderia disputar na categoria feminina no peso meio-médio. A fake news acabou se espalhando pelo mundo, fazendo com que o COI classificasse os textos como "enganosos" e que a presença de atletas que não sejam cisgênero ficariam sob responsabilidade das associações filiadas. Além disso, o presidente da Associação Internacional de Boxe (IBA), Umar Kremlev, em uma declaração, afirmou que Imane fez exames e foi mostrada a existência de cromossomos XY, normalmente ligados ao sexo masculino, fazendo com que a atleta fosse classificada como intersexo.[66] Como o COI baniu a IBA por falha em integridade e transparência na governança em 2023, a boxeadora não foi impedida de participar dos Jogos Olímpicos, diferente da corredora Caster Semenya, da África do Sul, que foi proibida de participar em Tóquio 2020 pelas mesmas condições, mas o caso ficou sob responsabilidade da World Athletics.[67]
- A delegação de Santa Lúcia conquistou a sua primeira medalha de ouro na história das Olimpíadas. Coube a Julien Alfred conquistar o feito nos 100m feminino do atletismo.[68]
- Os Estados Unidos pela primeira vez na história desde Roma 1960 (salvo a edição Moscou 1980, uma vez que os estadunidenses não participaram dessas Olimpíadas em razão do boicote devido à invasão soviética no Afeganistão) fica com a medalha de prata no revezamento 4x100m medley masculino na natação, sendo superados pela China na competição.[69]
- A ginasta Kaylia Nemour conquistou a primeira medalha do continente africano na ginástica artística pela final das barras assimétricas, vencendo a competição e faturando o ouro. Kaylia competiu pela Argélia a modalidade após ter sido rejeitada pela Federação Francesa de Ginástica, uma vez que a esportista, de origem francesa, acabou optando por se naturalizar argelina devido à nacionalidade de seus avós paternos. Além disso, Nemour teria sofrido uma lesão em 2021, passando por duas cirurgias e sendo liberada pelo seu médico pessoal, mas com a decisão contestada pelo departamento médico da equipe francesa. Os mesmos também pediram para que Kaylia deixasse o clube que faria parte e passasse a treinar nos aparelhos da federação francesa, mas ela rejeitou, preferindo competir pela Argélia.[70]
- As ginastas Rebeca Andrade, Simone Biles e Jordan Chiles formaram o primeiro pódio composto apenas por atletas negras na final do solo feminino pela ginástica artística.[71] No entanto, em 10 de agosto de 2024, Ana Bărbosu acabou adquirindo a medalha de bronze após o processo aberto da Romênia pela Federação Internacional de Ginástica ter sido acatado, uma vez que o pedido de recurso no dia da final pedido por Chiles ter sido tratado como irregular, se tornando uma das finais mais polêmicas da história das Olimpíadas.[72] Com o parecer, o Comitê Olímpico e Paralímpico dos Estados Unidos anunciou que recorreria da decisão.[73]
- Armand Duplantis quebra pela nona vez nesta edição das Olimpíadas o recorde mundial do salto com vara, saltando a 6,25m, e o olímpico, ultrapassando Thiago Braz, que até aquele momento detinha a marca com 6,03m.[74]
- Mijaín López se torna o primeiro atleta pentacampeão olímpico, em esporte individual, na categoria até 130kg na luta greco-romana, conquistando a medalha de ouro desde Pequim 2008.[75]
- No salto em altura, o americano Shelby McEwen se recusou a dividir a medalha de ouro com o neozelandês Hamish Kerr após ambos terem empatado na competição. Durante a disputa pelo desempate, Kerr acabou superando McEwen e faturou o ouro, após a falha do último na primeira tentativa pelos 2m34 na disputa final.[76]
- Estados Unidos e China terminaram as Olimpíadas empatados no quadro de medalhas, com as duas equipes fechando o evento com 40 medalhas de ouro cada uma. No entanto, pelo critério de desempate utilizado pela imprensa internacional, uma vez que o Comitê Olímpico Internacional não possui uma regra oficial para definir as posições dos países na tabela, os estadunidenses acabaram fechando o evento na liderança por possuírem mais medalhas de prata conquistadas que os chineses (44 x 27) e pela quantidade total de medalhas conquistadas (126 x 91).[77]

## Marketing e marca

### Identidade visual
O emblema dos Jogos Olímpicos e Paralímpicos de Verão de 2024 foi revelado em 21 de outubro de 2019 no Grand Rex. É uma representação de Marianne, a personificação nacional da França, com uma chama formada no espaço negativo por seus cabelos. O emblema também se assemelha a uma medalha de ouro, o mapa da cidade e os locais de competição e também lembra que a cidade foi a primeira na história em que mulheres puderam competir nos Jogos de 1900. O presidente do PAOCOG, Tony Estanguet explicou que o simbolismo do emblema era para refletir os conceitos principais de "o poder e a magia dos Jogos",o esporte e ser "para as pessoas". Pela primeira vez, os Jogos Paralímpicos compartilharão o mesmo logotipo das Olimpíadas correspondentes sem diferença nas cores e no design. Esta decisão foi tomada para lembrar os três conceitos da Revolução Francesa (igualdade, liberdade e fraternidade), refletindo uma "ambição" compartilhada entre os dois eventos. Estanguet, também considerou que esta decisão foi tomada para que os dois eventos tenham um logotipo e aparência unificados, esta sob o embasamento de que "em termos de legado, acreditamos que neste país precisamos fortalecer o lugar do esporte na vida cotidiana das pessoas, e seja qual for a idade, independentemente da deficiência ou não, você tem um lugar e um papel a desempenhar no sucesso de Paris 2024 ".

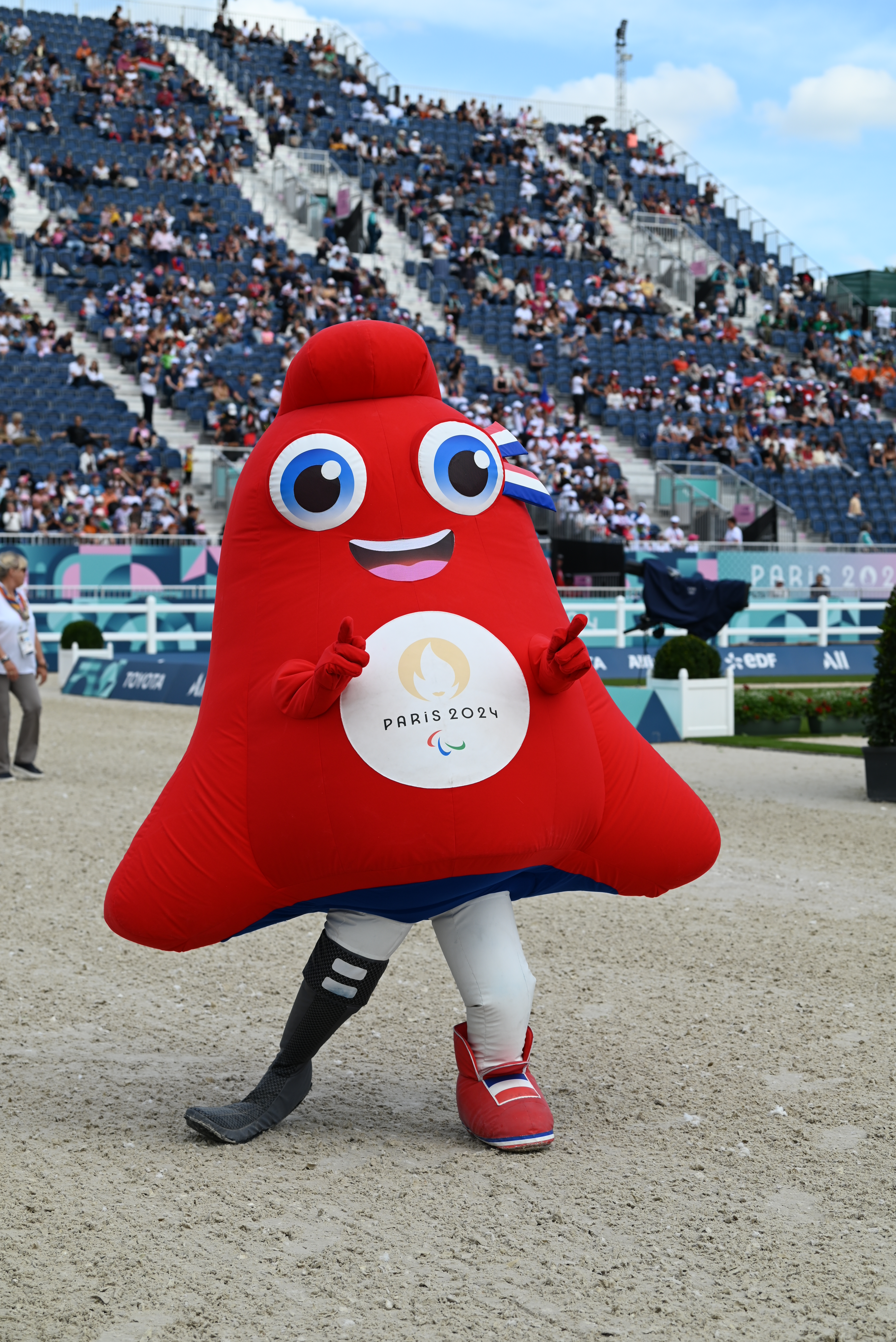
Um voluntário fantasiado de Phryge numa apresentação em um evento de hipismo

### Mascote
Foi revelado em 14 de novembro de 2022, ás 11h30min do horário de Paris. As Phryges (pronuncia-se fri-jehs) são pequenos barretes (gorros) frígios, que representam um forte símbolo de liberdade, inclusão e a habilidade das pessoas de apoiarem causas grandes e significativas. Elas são bordadas nas cores vermelha, branca e azul, com o logo de Paris 2024 estampado na frente.

### Tocha Olímpica

Design da tocha olímpica dos Jogos Olímpicos de 2024

Em 23 de junho de 2023, o Comitê Organizador anunciou o percurso da Tocha Olímpica para os jogos de 2024. A tradicional cerimônia de acendimento acontece no dia 16 de abril de 2024, em Olímpia, na Grécia, circulando pelo país europeu durante nove dias. Após esse período, a tocha é transportada pelo veleiro Belém, atravessando o Mar Mediterrâneo até chegar em Marselha, com previsão para o dia 8 de maio. Depois de Marselha, a tocha segue pela região sudoeste da França, até chegar em comunas francesas como Nice, Bretanha e Antilhas. Depois de Nice, a tocha segue pelas regiões sudeste e leste, até chegar no norte, antes de descer para Paris. Ao todo, serão 80 dias de revezamento em mais de 400 cidades e departamentos ultra marítimos. Em 18 de junho de 2023, os departamentos de Creuse e Alto Vienne anunciaram que abririam mão de receber o revezamento da tocha por conta dos altos custos.

### Direitos de transmissão
Essa é a segunda edição das Olimpíadas de Verão em que é vigorado o acordo firmado em 2015 com a Warner Bros. Discovery (anteriormente, Discovery Inc.) em todo o território europeu. As emissoras interessadas estão autorizadas a fechar um acordo de sublicenciamento, com algumas adquirindo os jogos em países como Arménia, Alemanha, Hungria e Reino Unido, além do país-sede. Tal contrato também se estende nas Américas, sendo os casos do Grupo Globo e da NBCUniversal, que adquiriram todas as versões dos Jogos Olímpicos até a edição de 2032.
No Brasil, houve algumas tentativas de aquisição por parte do Grupo Bandeirantes de Comunicação para a cobertura na Rede Bandeirantes e da Paramount Global com o objetivo de turbinar o streaming Paramount+, mas nenhum dos dois acordos avançaram por conta da alta do dólar, e no caso do último, a Globo ainda possuía a exclusividade nas mídias pagas como TV por assinatura e streaming, o que complicaria as negociações da Paramount. Com o recuo, a TV Globo e o SporTV ficaram como as únicas emissoras a transmitir ao vivo as Olimpíadas, com a segunda cobrindo sozinha o evento, algo inédito até então, enquanto que a primeira já havia transmitido com exclusividade os eventos na edição anterior. Porém, em 6 de novembro de 2023, a Globo optou por abrir mão da exclusividade que mantinha na televisão por assinatura e streaming por redução de gastos. Com o novo acordo, a LiveMode adquiriu os direitos de transmissão da competição e os repassou para a CazéTV, sendo a primeira vez também que os Jogos Olímpicos são transmitidos gratuitamente via YouTube.

## Controvérsias
Várias questões controversas ocorreram relacionadas aos Jogos Olímpicos de 2024, incluindo preocupações ambientais e de segurança, direitos humanos, terrorismo, a condição dos atletas na Vila olímpica e atraso dos salários dos bailarinos que participam da cerimônia de abertura, incluindo a própria abertura.  A participação de Israel em meio à guerra contra o Hamas, assim como o banimento da Rússia e da Bielorrússia devido à invasão russa da Ucrânia também entraram em discussão.